# 音楽ニュースHO
音楽ニュースHO（おんがくニュースほー）は1993年4月 - 1996年9月にテレビ朝日で放送されていた深夜番組・音楽番組。

## 概要
テレビ朝日ミュージックと関係の深かったビーイング系アーティストを紹介する番組だった。

### 番組開始 - 1995年途中迄
- 高井正憲がニュース番組風に音楽情報を伝えていた。

### 1995年途中以降 - 番組終了迄
- キャスターが森脇健児と藤原紀香に交代してからはスタジオ収録ではなくなり、その都度ゲストアーティストに直接取材する体勢になった。

## キャスター
- 高井正憲（当時テレビ朝日アナウンサー）
- 松澤由美[2]
- 森脇健児（1995年 - 1996年）
- 藤原紀香（同上）

## 放送時間
- 土曜24:00 - 24:30（日曜0:00 - 0:30）

## オープニング曲
- Beat#5[3]/DIMENSION
- CRICKET SMOKER[4]/DIMENSION

## エンディング曲
- 君はマニュアル通りには動かない/BAAD[5]
- LOOKING FOR THE TRUTH/PAMELAH[6]
- I FEEL DOWN/PAMELAH[7]
- JULIA/ZYYG[8]
- I shall be released/PAMELAH[9]

## スタッフ
- 制作協力：テレテック
- 制作：テレビ朝日、テレビ朝日ミュージック